# Europese kampioenschappen atletiek 2014
De Europese kampioenschappen atletiek 2014 werden van 12 tot en met 17 augustus 2014 gehouden in het Letzigrundstadion in Zürich.

## Wedstrijdschema
| S | Series | Q | Kwalificaties | ½ | Halve-finale | F | Finale |

| Datum →              | 12 | 12 | 13 | 13 | 14 | 14 | 15 | 15 | 16 | 16 | 17 | 17 |
| Onderdeel ↓          | M  | A  | M  | A  | M  | A  | M  | A  | M  | A  | M  | A  |
| -------------------- | -- | -- | -- | -- | -- | -- | -- | -- | -- | -- | -- | -- |
| 100 m                |    | S  | ½  | F  |    |    |    |    |    |    |    |    |
| 200 m                |    |    |    |    | S  | ½  |    | F  |    |    |    |    |
| 400 m                | S  |    |    | ½  |    |    |    | F  |    |    |    |    |
| 800 m                | S  |    |    | ½  |    |    |    | F  |    |    |    |    |
| 1 500 m              |    |    |    |    |    |    | S  |    |    |    |    | F  |
| 5 000 m              |    |    |    |    |    |    | S  |    |    |    |    | F  |
| 10 000 m             |    |    |    | F  |    |    |    |    |    |    |    |    |
| Marathon             |    |    |    |    |    |    |    |    |    |    | F  |    |
| 110 m horden         |    |    | S  |    | ½  | F  |    |    |    |    |    |    |
| 400 m horden         | S  |    |    | ½  |    |    | F  |    |    |    |    |    |
| 3 000 m steeple      | S  |    |    |    |    | F  |    |    |    |    |    |    |
| 4 × 100 m            |    |    |    |    |    |    |    |    |    | S  |    | F  |
| 4 × 400 m            |    |    |    |    |    |    |    |    |    | S  |    | F  |
| 20 km snelwandelen   |    |    | F  |    |    |    |    |    |    |    |    |    |
| 50 km snelwandelen   |    |    |    |    |    |    | F  |    |    |    |    |    |
| Verspringen          |    |    |    |    |    |    |    | Q  |    |    |    | F  |
| Hink-stap-springen   | Q  |    |    |    |    | F  |    |    |    |    |    |    |
| Hoogspringen         |    |    | Q  |    |    |    |    | F  |    |    |    |    |
| Polsstokhoogspringen |    |    |    |    | Q  |    |    |    |    | F  |    |    |
| Kogelstoten          | Q  | F  |    |    |    |    |    |    |    |    |    |    |
| Discuswerpen         |    | Q  |    | F  |    |    |    |    |    |    |    |    |
| Kogelslingeren       |    |    |    |    | Q  |    |    |    |    | F  |    |    |
| Speerwerpen          |    |    |    |    |    | Q  |    |    |    |    |    | F  |
| Tienkamp             | F  | F  | F  | F  |    |    |    |    |    |    |    |    |

| Datum →              | 12 | 12 | 13 | 13 | 14 | 14 | 15 | 15 | 16 | 16 | 17 | 17 |
| Onderdeel ↓          | M  | A  | M  | A  | M  | A  | M  | A  | M  | A  | M  | A  |
| -------------------- | -- | -- | -- | -- | -- | -- | -- | -- | -- | -- | -- | -- |
| 100 m                | S  |    | ½  | F  |    |    |    |    |    |    |    |    |
| 200 m                |    |    |    |    | S  | ½  |    | F  |    |    |    |    |
| 400 m                |    | S  |    | ½  |    |    |    | F  |    |    |    |    |
| 800 m                |    |    | S  |    | ½  |    |    |    |    | F  |    |    |
| 1 500 m              | S  |    |    |    |    |    |    | F  |    |    |    |    |
| 5 000 m              |    |    |    |    | S  |    |    |    |    | F  |    |    |
| 10 000 m             |    | F  |    |    |    |    |    |    |    |    |    |    |
| Marathon             |    |    |    |    |    |    |    |    | F  |    |    |    |
| 100 m horden         | S  | ½  |    | F  |    |    |    |    |    |    |    |    |
| 400 m horden         |    |    | S  |    |    | ½  |    | F  |    |    |    |    |
| 3 000 m steeple      |    |    |    |    |    |    | S  |    |    |    |    | F  |
| 4 × 100 m            |    |    |    |    |    |    |    |    |    | S  |    | F  |
| 4 × 400 m            |    |    |    |    |    |    |    |    |    | S  |    | F  |
| 20 km snelwandelen   |    |    |    |    | F  |    |    |    |    |    |    |    |
| Verspringen          |    | Q  |    | F  |    |    |    |    |    |    |    |    |
| Hink-stap-springen   |    |    |    | Q  |    |    |    |    |    | F  |    |    |
| Hoogspringen         |    |    |    |    |    |    | Q  |    |    |    |    | F  |
| Polsstokhoogspringen | Q  |    |    |    |    | F  |    |    |    |    |    |    |
| Kogelstoten          |    |    |    |    |    |    | Q  |    |    |    |    | F  |
| Discuswerpen         |    |    |    |    |    |    | Q  |    |    | F  |    |    |
| Kogelslingeren       |    |    | Q  |    |    |    |    | F  |    |    |    |    |
| Speerwerpen          | Q  |    |    |    |    | F  |    |    |    |    |    |    |
| Zevenkamp            |    |    |    |    | F  | F  | F  | F  |    |    |    |    |

## Prestaties Belgische en Nederlandse selectie

### België

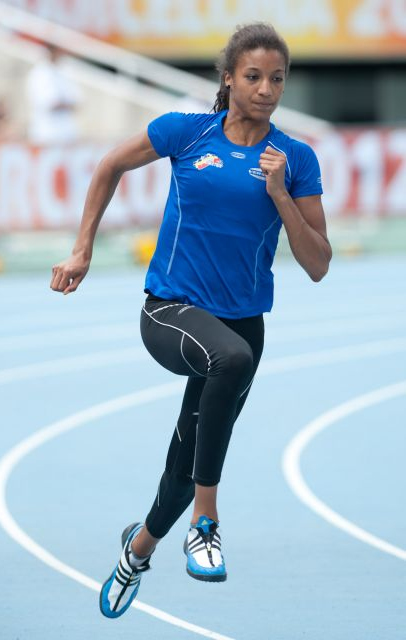
Nafissatou Thiam was niet alleen de jongste van de gehele Belgische selectie, zij was ook de enige die een medaille veroverde, de bronzen op de zevenkamp. Zij maakte vooral indruk met haar 1,97 m bij het hoogspringen.

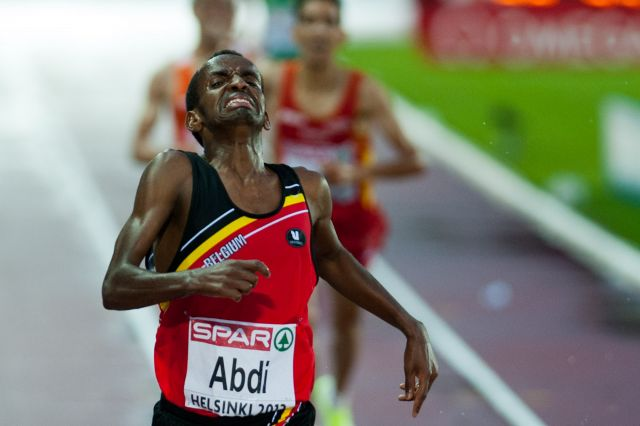
Bashir Abdi werd vijfde op de 5000 m en leverde hiermee bij de mannen de beste Belgische prestatie.

Vrouwen
| Atleet | Ronde                                          | Prestatie                                      | Plaats                      |
| --- | ---------------------------------------------- | ---------------------------------------------- | --------------------------- |
| Almensh Belete (10.000 m) | finale                                         | 33.03,87                                       | 15                          |
| Eline Berings (100 m horden) | 1e ronde halve finale finale                   | 13,00 12,95 13,24                              | 3 5 8                       |
| Anne Zagré (100 m horden) | 1e ronde halve finale                          | 12,86 12,83 12,89                              | 1 2 4                       |
| Hanne Claes (400 m horden) | 1e ronde halve finale                          | 60,20 -                                        | 6 -                         |
| Axelle Dauwens (400 m horden) | 1e ronde halve finale                          | 56,15 55,63 56,29                              | 2 3 7                       |
| Nafissatou Thiam (zevenkamp) | 100 mH hoog kogel 200 m ver speer 800 m totaal | 14,05 1,97 14,29 25,19 6,18 49,69 2.20,79 6423 | 7 · 1 · 6 · 6 · 6 · 6 · 8 · |
| Laetitia Libert, Kimberley Efonye, Olivia Borlée, Justien Grillet (reserves: Hanne Claes , Sofie Daelemans) (4 × 400 m estafette) | 1e ronde finale                                | 3.32,22 3.31,82                                | 4 8                         |

Mannen
| Atleet | Ronde                                                                 | Prestatie                                                       | Plaats                    |
| --- | --------------------------------------------------------------------- | --------------------------------------------------------------- | ------------------------- |
| Jonathan Borlée (400 m) | 1e ronde halve finale                                                 | 45,77 45,38 DNS                                                 | 4 2 -                     |
| Kevin Borlée (400 m) | 1e ronde halve finale                                                 | 45,72 46,15 -                                                   | 2 4 -                     |
| Julien Watrin (400 m) | 1e ronde halve finale                                                 | 46,31 -                                                         | 5 -                       |
| Jan Van Den Broeck (800 m) | 1e ronde halve finale                                                 | 1.52,09 -                                                       | 9 -                       |
| Pieter-Jan Hannes (1500 m) | 1e ronde finale                                                       | 3.40,34 -                                                       | 9 -                       |
| Isaac Kimeli (1500 m) | 1e ronde finale                                                       | 3.41,96 -                                                       | 9 -                       |
| Tarik Moukrime (1500 m) | 1e ronde finale                                                       | 3.39,50 3.47,33                                                 | 4 8                       |
| Bashir Abdi (5000 m) | finale                                                                | 14.24,73                                                        | 16                        |
| Soufiane Bouchikhi (5000 m) | finale                                                                | 14.17,43                                                        | 15                        |
| Bashir Abdi (10.000 m) | finale                                                                | 28.13,61                                                        | 5                         |
| Mats Lunders (10.000 m) | finale                                                                | 29.12,86                                                        | 13                        |
| Koen Naert (10.000 m) | finale                                                                | 29.04,87                                                        | 11                        |
| Abdelhadi El Hachimi (marathon)                                                                                                 | finale                                                                | 2:16.35                                                         | 14                        |
| Adrien Deghelt (110 m horden)                                                                                                   | 1e ronde halve finale                                                 | 14,33 -                                                         | 85 -                      |
| Michaël Bultheel (400 m horden)                                                                                                 | 1e ronde halve finale                                                 | 50,18 49,62 -                                                   | 2 5 -                     |
| Tim Rummens (400 m horden) | 1e ronde halve finale                                                 | 50,80 -                                                         | 5 -                       |
| Stef Vanhaeren (400 m horden)                                                                                                   | 1e ronde halve finale                                                 | 49,98 50,63 -                                                   | 5 6 -                     |
| Mathias Broothaerts (verspringen)                                                                                               | kwalificatie finale                                                   | 7,48 -                                                          | 25 -                      |
| Arnaud Art (polsstokhoogspringen)                                                                                               | kwalificatie finale                                                   | 5,30 -                                                          | 16 -                      |
| Philip Milanov (discuswerpen)                                                                                                   | kwalificatie finale                                                   | 59,85 -                                                         | 20 -                      |
| Niels Pittomvils (tienkamp) | 100 m ver kogel hoog 400 m 110 mH discus polshoog speer 1500 m totaal | 11,23 6,88 13,33 1,98 50,42 14,63 44,74 5,10 57,76 4.38,57 7852 | 3 13 10 6 5 4 3 5 7 12 14 |
| Thomas Van der Plaetsen (tienkamp)                                                                                              | 100 m ver kogel hoog 400 m 110 mH discus polshoog speer 1500 m totaal | 11,25 7,54 14,12 2,10 50,41 14,85 41,92 5,20 60,95 4.48,18 8105 | 8 5 6 2 7 6 4 5 17 10     |
| Julien Watrin, Kevin Borlée, Michaël Bultheel, Stef Vanhaeren (1e ronde Antoine Gillet voor S. Vanhaeren) (4 × 400 m estafette) | 1e ronde finale                                                       | 3.03,83 3.02,60                                                 | 4 7                       |

### Nederland

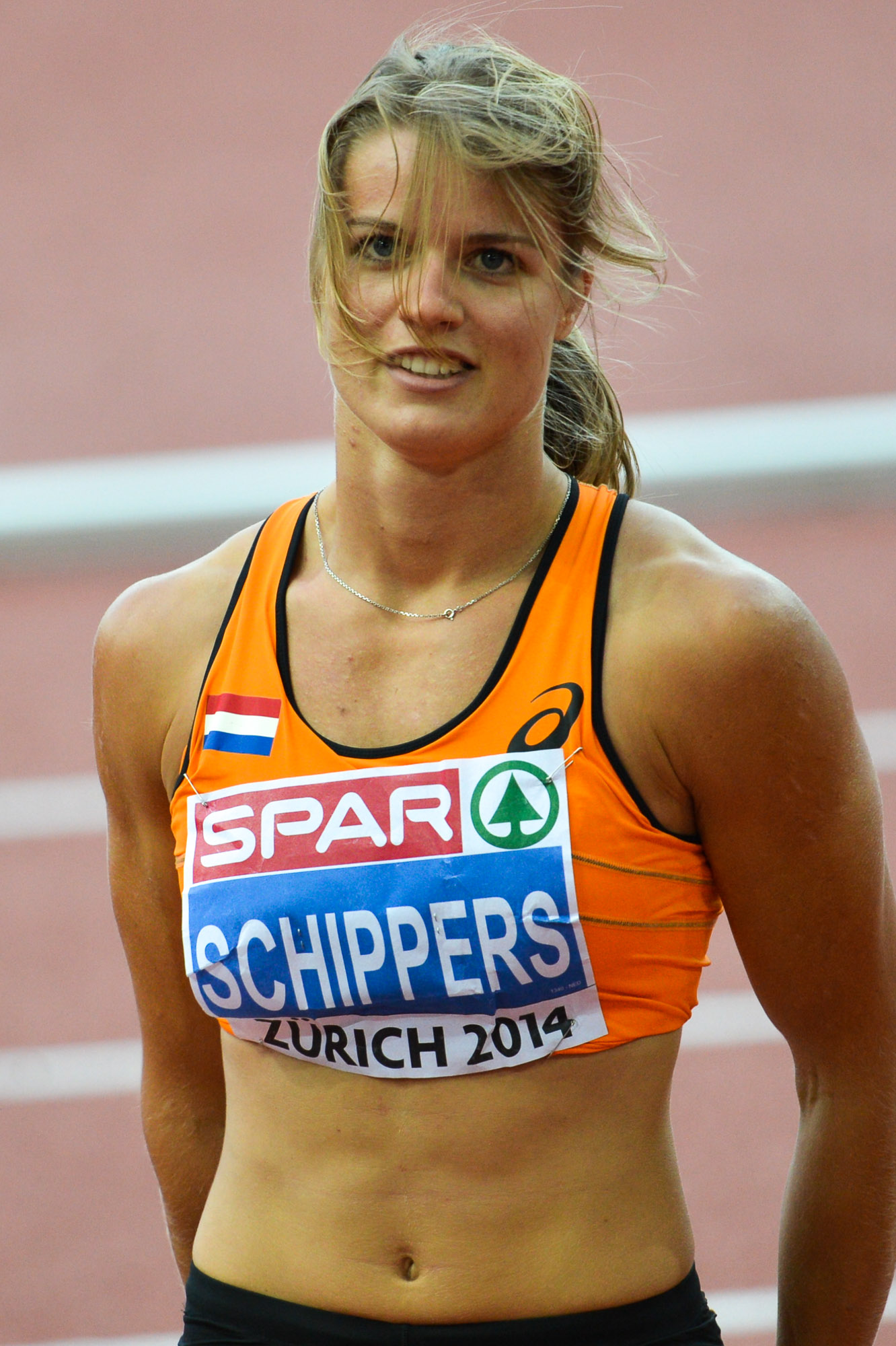
Met gouden medailles op beide sprint-nummers was Dafne Schippers niet alleen de beste van de Nederlandse delegatie, maar groeide zij ook uit tot sprintkoningin van het toernooi.

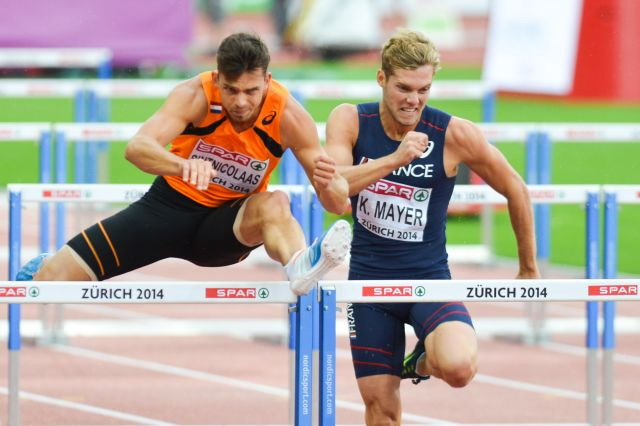
Eelco Sintnicolaas bleef met een verschil van 20 punten verwijderd van het brons op de tienkamp. De Fransman Kévin Mayer, die hij hier op de 110 m horden nog voorblijft, pakte ten slotte het zilver.

Vrouwen
| Atleet | Ronde                                          | Prestatie                                      | Plaats                       |
| --- | ---------------------------------------------- | ---------------------------------------------- | ---------------------------- |
| Jamile Samuel (100 m) | 1e ronde halve finale finale                   | 11,46 11,54 -                                  | 4 6 -                        |
| Dafne Schippers (100 m) | 1e ronde halve finale finale                   | 11,10 11,08 11,12                              | 1 · 1 ·                      |
| Jamile Samuel (200 m) | 1e ronde halve finale finale                   | 23,10 23,18 23,31                              | 1 2 6                        |
| Dafne Schippers (200 m) | 1e ronde halve finale finale                   | 22,73 22,48 22,03                              | 1 · 1 ·                      |
| Sanne Verstegen (800 m) | 1e ronde halve finale finale                   | 2.02,73 -                                      | 5 -                          |
| Sifan Hassan (1500 m) | 1e ronde finale                                | 4.09,55 4.04,18                                | 1 ·                          |
| Maureen Koster (1500 m) | 1e ronde finale                                | 4.15,11 -                                      | 7 -                          |
| Sifan Hassan (5000 m) | finale                                         | 15.31,79                                       | Zilver                       |
| Susan Kuijken (5000 m) | finale                                         | 15.32,82                                       | Brons                        |
| Jip Vastenburg (10.000 m) | finale                                         | 32.27,37                                       | 4                            |
| Miranda Boonstra (marathon) | finale                                         | 2:34.29                                        | 19                           |
| Stefanie Bouma (marathon) | finale                                         | 2:42.47                                        | 37                           |
| Andrea Deelstra (marathon) | finale                                         | 2:32.39                                        | 13                           |
| Ruth van der Meijden (marathon) | finale                                         | DNF                                            | -                            |
| Sharona Bakker (100 m horden) | 1e ronde halve finale finale                   | 12,85 13,02 -                                  | 2 4 -                        |
| Rosina Hodde (100 m horden) | 1e ronde halve finale finale                   | 12,99 12,91 13,08                              | 4 3 7                        |
| Nadine Visser (100 m horden) | 1e ronde halve finale finale                   | 13,12 -                                        | 4 -                          |
| Melissa Boekelman (kogelstoten) | kwalificatie finale                            | 16,66 17,23                                    | 12 10                        |
| Nadine Broersen (zevenkamp) | 100 mH hoog kogel 200 m ver speer 800 m totaal | 13,48 1,94 13,35 25,08 6,16 52,18 2.17,66 6498 | 4 · 2 · 10 · 5 · 7 · 3 · 6 · |
| Anouk Vetter (zevenkamp) | 100 mH hoog kogel 200 m ver speer 800 m totaal | 13,68 1,79 14,16 24,61 6,04 52,49 2.22,27 6281 | 8 3 8 6 5 2 9 7              |
| Madiea Ghafoor, Dafne Schippers, Tessa van Schagen, Jamile Samuel (reserves: Loreanne Kuhurima, Naomi Sedney) (4 × 100 m estafette) | 1e ronde finale                                | 42,77 DNF                                      | 2 -                          |

Mannen
| Atleet | Ronde                                                                 | Prestatie                                                       | Plaats            |
| --- | --------------------------------------------------------------------- | --------------------------------------------------------------- | ----------------- |
| Giovanni Codrington (100 m) | 1e ronde halve finale finale                                          | 10,43 10,39 -                                                   | 3 5 -             |
| Churandy Martina (100 m) | 1e ronde halve finale finale                                          | 10,31 10,34 -                                                   | 2 4 -             |
| Jorén Tromp (100 m) | 1e ronde halve finale finale                                          | 11,28 -                                                         | 7 -               |
| Churandy Martina (200 m) | 1e ronde halve finale finale                                          | 20,60 20,40 20,37                                               | 3 2 4             |
| Liemarvin Bonevacia (400 m) | 1e ronde halve finale finale                                          | 45,65 46,38 -                                                   | 2 5 -             |
| Thijmen Kupers (800 m) | 1e ronde halve finale finale                                          | 1.49,69 -                                                       | 6 -               |
| Tom Wiggers (10.000) | finale                                                                | DNF                                                             | -                 |
| Hugo van den Broek (marathon) | finale                                                                | DNS                                                             | -                 |
| Olfert Molenhuis (marathon) | finale                                                                | 2:22.45                                                         | 36                |
| Koen Raymaekers (marathon) | finale                                                                | 2:20.49                                                         | 31                |
| Ronald Schröer (marathon) | finale                                                                | 2:24.51                                                         | 42                |
| Gregory Sedoc (110 m horden) | 1e ronde halve finale finale                                          | 13,58 -                                                         | 5 -               |
| Ignisious Gaisah (verspringen) | kwalificatie finale                                                   | 7,78 8,08                                                       | 7 6               |
| Erik Cadée (discuswerpen) | kwalificatie finale                                                   | 61,18 -                                                         | 5 -               |
| Pelle Rietveld (tienkamp) | 100 m ver kogel hoog 400 m 110 mH discus polshoog speer 1500 m totaal | 11,07 7,00 13,75 1,77 50,33 14,54 40,07 DNS DNF                 | 6 8 12 6 9 12 -   |
| Eelco Sintnicolaas (tienkamp) | 100 m ver kogel hoog 400 m 110 mH discus polshoog speer 1500 m totaal | 10,90 7,65 14,28 2,01 48,44 14,12 42,56 5,40 59,37 4.30,95 8478 | 1 2 3 1 5 9 1 6 4 |
| Giovanni Codrington, Churandy Martina, Hensley Paulina, Wouter Brus (DNS: Jorén Tromp; reserve: Patrick van Luijk) (4 × 100 m estafette) | 1e ronde finale                                                       | 38,90 38,60                                                     | 3 5               |
| Bjorn Blauwhof, Terrence Agard, Obed Martis, Liemarvin Bonevacia (reserve: Bram Peters) (4 × 400 m estafette)                            | 1e ronde finale                                                       | 3.05,93 -                                                       | 6 -               |

## Medailles

### Mannen
| Onderdeel            | Goud | Goud       | Zilver                                                                           | Zilver   | Brons                                                                                              | Brons    |
| -------------------- | --- | ---------- | -------------------------------------------------------------------------------- | -------- | -------------------------------------------------------------------------------------------------- | -------- |
| 100 m                | James Dasaolu Verenigd Koninkrijk                                                                                  | 10,06      | Christophe Lemaitre Frankrijk                                                    | 10,13    | Harry Aikines-Aryeetey Verenigd Koninkrijk                                                         | 10,22    |
| 200 m                | Adam Gemili Verenigd Koninkrijk                                                                                    | 19,98      | Christophe Lemaitre Frankrijk                                                    | 20,15    | Serhij Smelyk Oekraïne                                                                             | 20,30    |
| 400 m                | Martyn Rooney Verenigd Koninkrijk                                                                                  | 44,71      | Matthew Hudson-Smith Verenigd Koninkrijk                                         | 44,75    | Donald Sanford Israël                                                                              | 45,27    |
| 800 m                | Adam Kszczot Polen                                                                                                 | 1.44,15    | Artur Kuciapski Polen                                                            | 1.44,89  | Mark English Ierland                                                                               | 1.45,03  |
| 1500 m               | Mahiedine Mekhissi-Benabbad Frankrijk                                                                              | 3.45,60    | Henrik Ingebrigtsen Noorwegen                                                    | 3.46,10  | Chris O'Hare Verenigd Koninkrijk                                                                   | 3.46,18  |
| 5000 m               | Mo Farah Verenigd Koninkrijk                                                                                       | 14.05,82   | Hayle Ibrahimov Azerbeidzjan                                                     | 14.08,32 | Andy Vernon Verenigd Koninkrijk                                                                    | 14.09,48 |
| 10.000 m             | Mo Farah Verenigd Koninkrijk                                                                                       | 28.08,11   | Andy Vernon Verenigd Koninkrijk                                                  | 28.08,66 | Ali Kaya Turkije                                                                                   | 28.08,72 |
| 110 m horden         | Sergej Sjoebenkov Rusland                                                                                          | 13,19      | William Sharman Verenigd Koninkrijk                                              | 13,27    | Pascal Martinot-Lagarde Frankrijk                                                                  | 13,29    |
| 400 m horden         | Kariem Hussein Zwitserland                                                                                         | 48,96      | Rasmus Mägi Estland                                                              | 49,06    | Denis Koedrjavtsev Rusland                                                                         | 49,16    |
| 3000 m steeplechase  | Yoann Kowal Frankrijk                                                                                              | 8.26,66    | Krystian Zalewski Polen                                                          | 8.27,11  | Ángel Mullera Spanje                                                                               | 8.29,16  |
| 4×100 m              | Verenigd Koninkrijk James Ellington Harry Aikines-Aryeetey Richard Kilty Adam Gemili Daniel Talbot†                | 37,93      | Duitsland Julian Reus Sven Knipphals Alexander Kosenkow Lukas Jakubczyk          | 38,09    | Frankrijk Pierre Vincent Christophe Lemaitre Teddy Tinmar Ben Bassaw                               | 38,47    |
| 4×400 m              | Verenigd Koninkrijk Conrad Williams Matthew Hudson-Smith Michael Bingham Martyn Rooney Nigel Levine† Rabah Yousif† | 2.58,79    | Rusland Maksim Dyldin Pavel Ivasjko Nikita Oeglov Pavel Krasnov Pavel Trenichin† | 2.59,38  | Polen Rafał Omelko Kacper Kozłowski Łukasz Krawczuk Jakub Krzewina Michal Pietrzak† Andrzej Jaros† | 2.59,85  |
| Marathon             | Daniele Meucci Italië                                                                                              | 2:11.08    | Yared Shegumo Polen                                                              | 2:12.00  | Aleksej Reoenkov Rusland                                                                           | 2:12.15  |
| 20 km snelwandelen   | Miguel Ángel López Spanje                                                                                          | 1:19.44    | Aleksandr Ivanov Rusland                                                         | 1:19.45  | Denis Strelkov Rusland                                                                             | 1:19.46  |
| 50 km snelwandelen   | Yohann Diniz Frankrijk                                                                                             | 3:32.33 WR | Matej Tóth Slowakije                                                             | 3:36.21  | Ivan Noskov Rusland                                                                                | 3:37.41  |
| Hoogspringen         | Bohdan Bondarenko Oekraïne                                                                                         | 2,35       | Andrij Protsenko Oekraïne                                                        | 2,33     | Ivan Oechov Rusland                                                                                | 2,30     |
| Polsstokhoogspringen | Renaud Lavillenie Frankrijk                                                                                        | 5,90       | Paweł Wojciechowski Polen                                                        | 5,70     | Jan Kudlička Tsjechië                                                                              | 5,70     |
| Polsstokhoogspringen | Renaud Lavillenie Frankrijk                                                                                        | 5,90       | Paweł Wojciechowski Polen                                                        | 5,70     | Kévin Menaldo Frankrijk                                                                            | 5,70     |
| Verspringen          | Greg Rutherford Verenigd Koninkrijk                                                                                | 8,27       | Louís Tsátoumas Griekenland                                                      | 8,15     | Kafétien Gomis Frankrijk                                                                           | 8,14     |
| Hink-stap-springen   | Benjamin Compaoré Frankrijk                                                                                        | 17,46      | Ljoekman Adams Rusland                                                           | 17,09    | Aleksej Fjodorov Rusland                                                                           | 17,04    |
| Kogelstoten          | David Storl Duitsland                                                                                              | 21,41      | Borja Vivas Spanje                                                               | 20,86    | Tomasz Majewski Polen                                                                              | 20,83    |
| Discuswerpen         | Robert Harting Duitsland                                                                                           | 66,07      | Gerd Kanter Estland                                                              | 64,75    | Robert Urbanek Polen                                                                               | 63,81    |
| Kogelslingeren       | Krisztián Pars Hongarije                                                                                           | 82,69      | Paweł Fajdek Polen                                                               | 82,05    | Sergej Litvinov jr. Rusland                                                                        | 79,35    |
| Speerwerpen          | Antti Ruuskanen Finland                                                                                            | 88,01      | Vítězslav Veselý Tsjechië                                                        | 84,79    | Tero Pitkämäki Finland                                                                             | 84,40    |
| Tienkamp             | Andrej Krawtsjanka BLR                                                                                             | 8616       | Kévin Mayer Frankrijk                                                            | 8521     | Ilja Sjkoerenjov Rusland                                                                           | 8498     |

† Atleten die in de series van een estafette liepen, maar niet in de finale.

### Vrouwen
| Onderdeel            | Goud                                                                                                   | Goud             | Zilver                                                                                              | Zilver   | Brons | Brons    |
| -------------------- | --- | ---------------- | --------------------------------------------------------------------------------------------------- | -------- | --- | -------- |
| 100 m                | Dafne Schippers Nederland                                                                              | 11,12            | Myriam Soumaré Frankrijk                                                                            | 11,16    | Ashleigh Nelson Verenigd Koninkrijk                                                                       | 11,22    |
| 200 m                | Dafne Schippers Nederland                                                                              | 22,03 WL, NR     | Jodie Williams Verenigd Koninkrijk                                                                  | 22,46    | Myriam Soumaré Frankrijk                                                                                  | 22,58    |
| 400 m                | Libania Grenot Italië                                                                                  | 51,10            | Olha Zemljak Oekraïne                                                                               | 51,36    | Indira Terrero Spanje                                                                                     | 51,38    |
| 800 m                | Marina Arzamasova Wit-Rusland                                                                          | 1.58,15          | Lynsey Sharp Verenigd Koninkrijk                                                                    | 1.58,80  | Joanna Jóźwik Polen                                                                                       | 1.59,63  |
| 1500 m               | Sifan Hassan Nederland                                                                                 | 4.04,18          | Abeba Aregawi Zweden                                                                                | 4.05,08  | Laura Weightman Verenigd Koninkrijk                                                                       | 4.06,32  |
| 5000 m               | Meraf Bahta Zweden                                                                                     | 15.31,39         | Sifan Hassan Nederland                                                                              | 15.31,79 | Susan Kuijken Nederland                                                                                   | 15.32,82 |
| 10.000 m             | Joanne Pavey Verenigd Koninkrijk                                                                       | 32.22,39         | Clémence Calvin Frankrijk                                                                           | 32.23,58 | Laila Traby Frankrijk                                                                                     | 32.26,03 |
| 100 m horden         | Tiffany Porter Verenigd Koninkrijk                                                                     | 12,76            | Cindy Billaud Frankrijk                                                                             | 12,79    | Cindy Roleder Duitsland                                                                                   | 12,82    |
| 400 m horden         | Eilidh Child Verenigd Koninkrijk                                                                       | 54,48            | Anna Titimets Oekraïne                                                                              | 54,56    | Irina Davydova Rusland                                                                                    | 54,60    |
| 3000 m steeplechase  | Antje Möldner-Schmidt Duitsland                                                                        | 9.29,43          | Charlotta Fougberg Zweden                                                                           | 9.30,16  | Diana Martín Zweden                                                                                       | 9.30,70  |
| 4×100 m              | Verenigd Koninkrijk Asha Philip Ashleigh Nelson Jodie Williams Desiree Henry Anyika Onuora†            | 42,24            | Frankrijk Céline Distel-Bonnet Ayodelé Ikuesan Myriam Soumaré Stella Akakpo                         | 42,45    | Rusland Marina Pantelejeva Natalja Roesakova Jelizaveta Savlinis Kristina Sivkova Jekaterina Voekolova†   | 43,22    |
| 4×400 m              | Frankrijk Marie Gayot Muriel Hurtis Agnes Raharolary Floria Guei Estelle Perrossier† Phara Anacharsis† | 3.24,27          | Oekraïne Natalja Pyhyda Hrystyna Stuy Hanna Ryzjykova Olha Zemljak Darja Prystroepa† Olha Ljachova† | 3.24,32  | Verenigd Koninkrijk Eilidh Child Kelly Massey Shana Cox Margaret Adeoye Emily Diamond† Victoria Ohuruogu† | 3.24,34  |
| Marathon             | Christelle Daunay Frankrijk                                                                            | 2:25.14 CR       | Valeria Straneo Italië                                                                              | 2:25.27  | Jéssica Augusto Portugal                                                                                  | 2:25.41  |
| 20 km snelwandelen   | Elmira Alembekova Rusland                                                                              | 1:27.56          | Ljoedmia Oljanovska Oekraïne                                                                        | 1:28.07  | Anežka Drahotová Tsjechië                                                                                 | 1:28.08  |
| Hoogspringen         | Ruth Beitia Spanje                                                                                     | 2,01             | Maria Koetsjina Rusland                                                                             | 1,99     | Ana Šimić Kroatië                                                                                         | 1,99     |
| Polsstokhoogspringen | Anzjelika Sidorova Rusland                                                                             | 4,65             | Ekateríni Stefanídi Griekenland                                                                     | 4,60     | Angelina Zjoek-Krasnova Rusland                                                                           | 4,60     |
| Verspringen          | Éloyse Lesueur Frankrijk                                                                               | 6,85             | Ivana Španović Servië                                                                               | 6,81     | Darja Klisjina Rusland                                                                                    | 6,65     |
| Hink-stap-springen   | Olha Saladoecha Oekraïne                                                                               | 14,73            | Jekaterina Koneva Rusland                                                                           | 14,69    | Irina Goemenjoek Rusland                                                                                  | 14,46    |
| Kogelstoten          | Christina Schwanitz Duitsland                                                                          | 19,90            | Jevgenia Kolodko Rusland                                                                            | 19,39    | Anita Márton Hongarije                                                                                    | 19,04    |
| Discuswerpen         | Sandra Perković Kroatië                                                                                | 71,08 NR         | Mélina Robert-Michon Frankrijk                                                                      | 65,33    | Shanice Craft Duitsland                                                                                   | 64,33    |
| Kogelslingeren       | Anita Włodarczyk Polen                                                                                 | 78,76 CR, WL, NR | Martina Hrašnová Slowakije                                                                          | 74,66    | Joanna Fiodorow Polen                                                                                     | 73,67    |
| Speerwerpen          | Barbora Špotáková Tsjechië                                                                             | 64,41            | Tatjana Jelača Servië                                                                               | 64,21    | Linda Stahl Duitsland                                                                                     | 63,91    |
| Zevenkamp            | Antoinette Nana Djimou Frankrijk                                                                       | 6551             | Nadine Broersen Nederland                                                                           | 6498     | Nafissatou Thiam België                                                                                   | 6423     |

† Atleten die in de series van een estafette liepen, maar niet in de finale.

### Medaillespiegel
| Plaats | Land                | Goud | Zilver | Brons | Totaal |
| 1      | Verenigd Koninkrijk | 12   | 5      | 6     | 23     |
| 2      | Frankrijk           | 9    | 8      | 6     | 23     |
| 3      | Duitsland           | 4    | 1      | 3     | 8      |
| 4      | Rusland             | 3    | 6      | 13    | 22     |
| 5      | Nederland           | 3    | 2      | 1     | 6      |
| 6      | Polen               | 2    | 5      | 5     | 12     |
| 7      | Oekraïne            | 2    | 5      | 1     | 8      |
| 8      | Spanje              | 2    | 1      | 3     | 6      |
| 9      | Italië              | 2    | 1      | 0     | 3      |
| 10     | Wit-Rusland         | 2    | 0      | 0     | 2      |
| 11     | Zweden              | 1    | 2      | 0     | 3      |
| 12     | Tsjechië            | 1    | 1      | 2     | 4      |
| 13     | Finland             | 1    | 0      | 1     | 2      |
| 13     | Hongarije           | 1    | 0      | 1     | 2      |
| 13     | Kroatië             | 1    | 0      | 1     | 2      |
| 16     | Zwitserland         | 1    | 0      | 0     | 1      |
| 17     | Estland             | 0    | 2      | 0     | 2      |
| 17     | Griekenland         | 0    | 2      | 0     | 0      |
| 17     | Servië              | 0    | 2      | 0     | 2      |
| 17     | Slowakije           | 0    | 2      | 0     | 2      |
| 21     | Azerbeidzjan        | 0    | 1      | 0     | 1      |
| 21     | Noorwegen           | 0    | 1      | 0     | 1      |
| 23     | België              | 0    | 0      | 1     | 1      |
| 23     | Ierland             | 0    | 0      | 1     | 1      |
| 23     | Israël              | 0    | 0      | 1     | 1      |
| 23     | Portugal            | 0    | 0      | 1     | 1      |
| 23     | Turkije             | 0    | 0      | 1     | 1      |
| Totaal | Totaal              | 47   | 47     | 48    | 142    |

1934 ·
1938 ·
1946 ·
1950 ·
1954 ·
1958 ·
1962 ·
1966 ·
1969 ·
1971 ·
1974 ·
1978 ·
1982 ·
1986 ·
1990 ·
1994 ·
1998 ·
2002 ·
2006 ·
2010 ·
2012 ·
2014 ·
2016 ·
2018 ·
2022 ·
2024
Belgische medaillewinnaars · Nederlandse medaillewinnaars
- Gemeinsame Normdatei: 1068321016
- Virtual International Authority File: 315096771